# 1498
1498 (MCDXCVIII) var ett normalår som började en måndag i den julianska kalendern.

## Händelser

### Augusti
- 4 augusti – Christofer Columbus upptäcker Trinidad och Tobago och gör anspråk på ön för Spanien.[1]

### December
- 19 december – Uddevalla stad blir bekräftat som stad genom stadsprivilegium.

### Okänt datum
- Hans återvänder till Danmark och lovar att hålla överenskommelsen i Kalmar recess.
- Sten Sture den äldre skänker Gripsholm till Kartusianerklostret Montesarium pacis Mariae Mariefreds kloster.
- Vasco da Gama upptäcker sjövägen från Europa till Indien.

## Födda
- Sophie av Pommern, drottning av Danmark och Norge 1523–1533, gift med Fredrik I.
- Katharina Zell, tysk reformator och författare.

## Avlidna
- 7 april – Karl VIII, kung av Frankrike sedan 1483.
- 23 maj – Girolamo Savonarola, italiensk reformator, bränd på kättarbål.
- 14 juli – Gentile Budrioli, italiensk astrolog och örtläkare, bränd på häxbål.
- Isabella av Aragonien, prinsessa.

### Fotnoter
1. ↑  World Statesmen (läst 3 april 2011)